# Regional Express
Regional Express är ett australiensiskt inrikesflygbolag. Bolagets hela flotta består av svenskbyggda Saab 340.

## Koder
- IATA kod: ZL
- ICAO kod: RXA/HZL
- Anropssignal: Rex